# Scylacops
Scylacops je rod masožravého synapsida z podřádu Gorgonopsia. Žil v pozdním permu v Jihoafrické republice. Byl popsán podle zachovalé lebky nalezené v Národním parku Karoo. Lebka byl dlouhá 19 cm a podobná lebce jiných gorgonopsidů. Na délku měřil asi dva metry. Byl to rychlý a aktivní lovec. Jeho nejbližšími příbuznými byli Gorgonops a Sauroctonus.